# Triticum aestivum
Triticum aestivum là tên khoa học theo danh pháp hai phần của cây lúa mì, một loài thực vật có hoa trong họ Hòa thảo. Loài này được L. miêu tả khoa học đầu tiên năm 1753.

## Hình ảnh

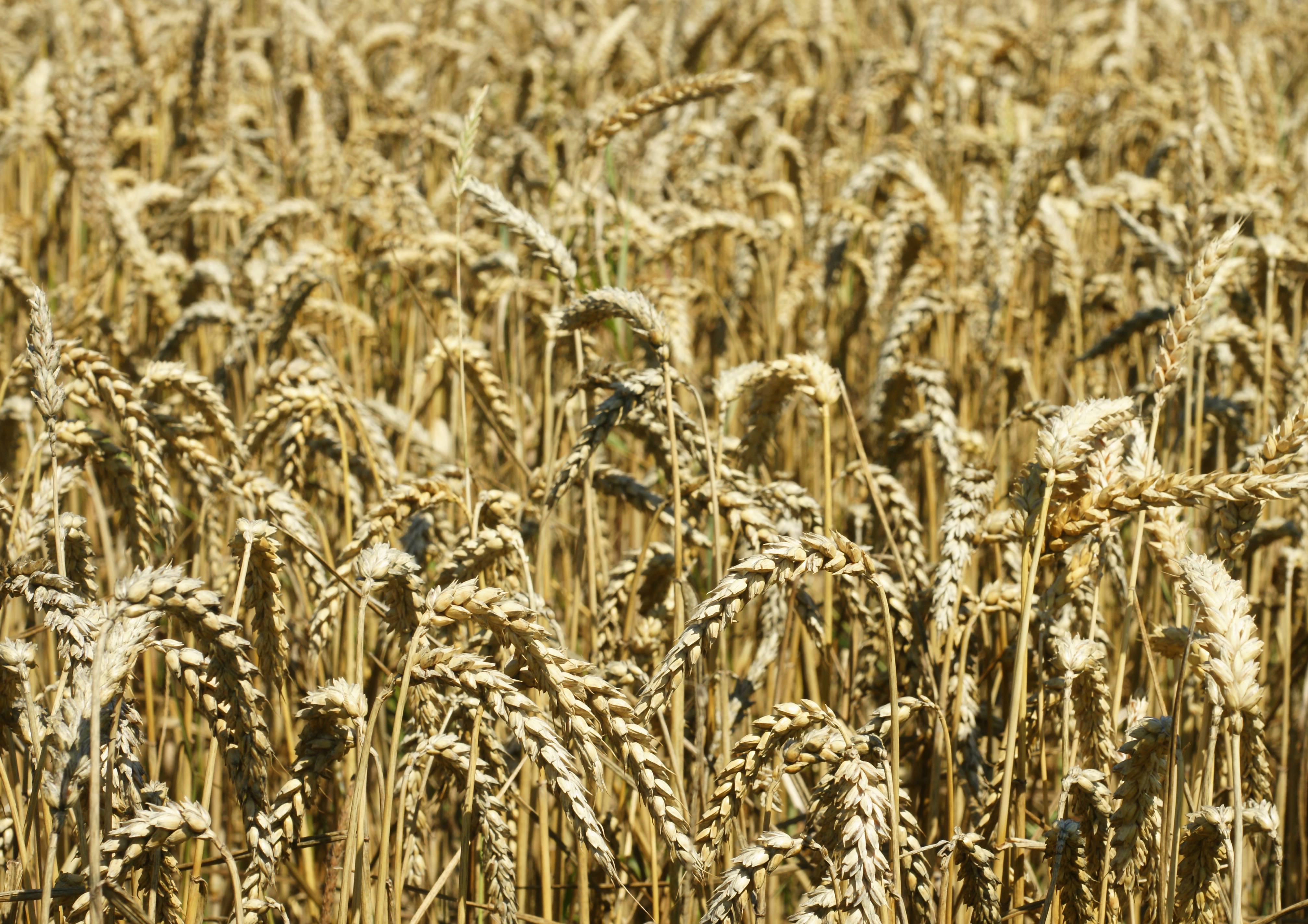
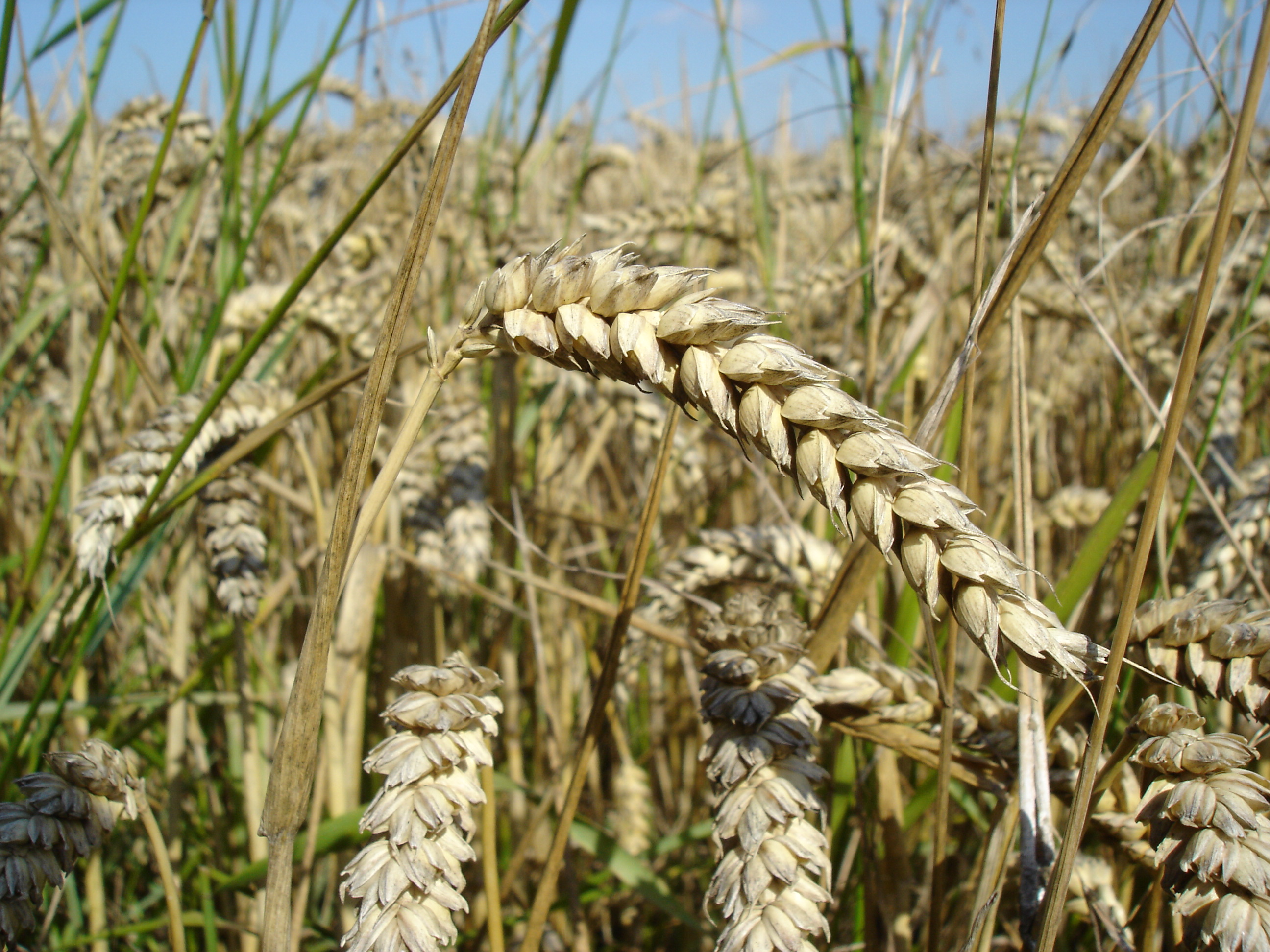
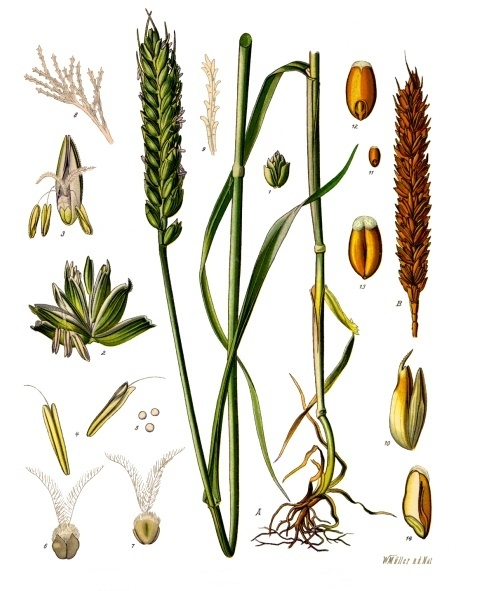
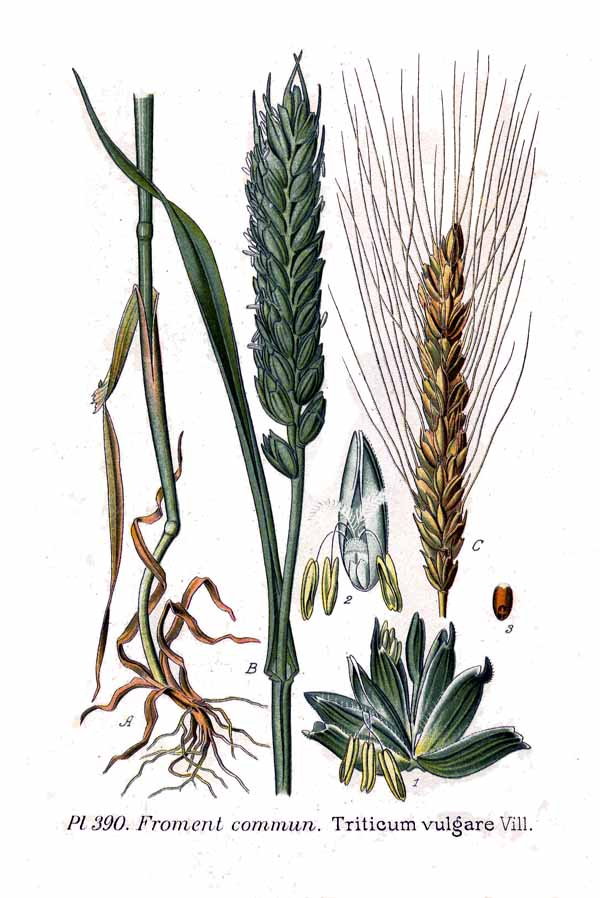